# Тарасовский сельский совет (Гребёнковский район)
Тарасовский сельский совет (укр. Тарасівська сільська рада) — входит в состав Гребёнковского района Полтавской области Украины.
Административный центр сельского совета находится в
с. Тарасовка.

## Населённые пункты совета
- с. Тарасовка